# Апшакбеляк
Апшакбеля́к (рос. Апшакбеляк, марій. Апшакплак) — присілок у складі Йошкар-Олинського міського округу Марій Ел, Росія.

## Населення
Населення — 28 осіб (2010; 27 у 2002).
Національний склад (станом на 2002 рік):
- марі — 89 %